# 11 г. пр.н.е.
11 (единадесетата) година преди новата ера (пр.н.е.) е обикновена година, започваща в понеделник или обикновена година, започваща във вторник или високосна година, започваща в неделя, понеделник или неделя по юлианския календар.

## Събития

### В Римската империя
- Консули на Римската империя са Квинт Елий Туберон и Павел Фабий Максим.
- Битка при река Лупия – под предводителството на Нерон Клавдий Друз римляните постигат победа в Германия[1]
- Тиберий се развежда с първата си съпруга Випсания Агрипина, за да се ожени за Юлия Старата – единствената дъщеря на император Август.[2]
- Статутът на Илирик е променен от сенатска в императорска провинция.[3]

#### В Тракия
- Луций Калпурний Пизон успешно потушава въстанието (започнало през 13 г. пр.н.е.) на бесите начело с жрецът Вологез, за което е награден с триумфаторски отличителни знаци (ornamenta triumphalia).[4][notes 1]

## Починали
- Октавия Младша, сестра на император Август (родена 69 г. пр.н.е.)